# Bergua
Bergua est un village de la province de Huesca, situé à environ sept kilomètres au sud-sud-ouest de Broto, à laquelle il est rattaché administrativement, à 1 034 mètres d'altitude. 
Le village, mentionné pour la première fois dans une source écrite en 1035, a sans doute connu une période de prospérité au XVIe siècle, en raison de la production et du filage de la laine, activité économique dominante à l'époque dans la région. En témoignent en particulier deux tours de défense ou maisons fortes. Sa population a culminé à 299 habitants en 1887. Il compte aujourd'hui une trentaine d'habitants. Commune indépendante jusqu'aux années 1920, il est ensuite rattaché à Basarán pour former la commune de Bergua-Basarán, puis à Broto. 
L'église du village date principalement du XVIIIe siècle avec quelques éléments romans ; elle est dédiée à l'Assomption de Marie. À proximité du village se trouve une chapelle préromane dédiée à saint Barthélémy (Sant Bertolomeu), classée bien d'intérêt culturel depuis 2001. 